# Championnat d'Europe masculin de basket-ball en fauteuil roulant 2019
Pour un article plus général, voir Championnat d'Europe de basket-ball en fauteuil roulant.
Cet article traite de l'épreuve masculine. Pour la compétition féminine, voir Championnat d'Europe de basket-ball en fauteuil roulant féminin 2019.
Navigation
Édition précédente Édition suivante
Le championnat d'Europe de basket-ball en fauteuil roulant masculin 2019, ou IWBF European Wheelchair Basketball Championship for Men division A (ECMA) 2019, est le championnat d'Europe masculin d'handibasket de première division (appelée Division A), organisé par l'IWBF Europe.

## Compétition
La compétition réunit douze équipes : les dix maintenues en 2017 plus les finalistes du championnat d'Europe division B qui s'est tenu en 2018 (voir tableau ci-dessous).
| Sélection       | Classement Euro 2017  | Classement Mondial 2018 | Poule du tour préliminaire |
| --------------- | --------------------- | ----------------------- | -------------------------- |
| Turquie         | 1                     | 8                       | B                          |
| Grande-Bretagne | 2                     | 1                       | A                          |
| Allemagne       | 3                     | 13                      | A                          |
| Pays-Bas        | 4                     | 10                      | B                          |
| Espagne         | 5                     | 5                       | B                          |
| Pologne         | 6                     | 6                       | A                          |
| Italie          | 7                     | 11                      | A                          |
| Israël          | 8                     | -                       | B                          |
| France          | 9                     | -                       | B                          |
| Suisse          | 10                    | -                       | A                          |
| Russie          | 1 · (Euro 2018 div B) | -                       | B                          |
| Autriche        | 2 · (Euro 2018 div B) | -                       | A                          |

### Tour préliminaire
Les quatre premières équipes de chaque groupe sont qualifiées pour les quarts de finale. Celles occupant les deux dernières places sont reversées dans un nouveau tableau pour disputer deux matchs de classement.

#### Groupe A
| # | Équipe          | Pts | G | P | Pm  | Pe  | Diff | Dép | Moy   |
| - | --------------- | --- | - | - | --- | --- | ---- | --- | ----- |
| 1 | Grande-Bretagne | 10  | 5 | 0 | 419 | 247 | +172 |     | 84-49 |
| 2 | Allemagne       | 9   | 4 | 1 | 373 | 279 | +94  |     | 75-56 |
| 3 | Italie          | 8   | 3 | 2 | 320 | 316 | +4   |     | 64-63 |
| 4 | Pologne         | 7   | 2 | 3 | 328 | 328 | +0   |     | 66-66 |
| 5 | Suisse          | 6   | 1 | 4 | 234 | 351 | -117 |     | 47-70 |
| 6 | Autriche        | 5   | 0 | 5 | 197 | 350 | -153 |     | 39-70 |

| 30 août       | Pologne         | 79 - 53 | Suisse          |
| 31 août       | Autriche        | 19 - 75 | Allemagne       |
| 31 août       | Italie          | 54 - 76 | Grande-Bretagne |
| 1er septembre | Italie          | 71 - 47 | Autriche        |
| 1er septembre | Grande-Bretagne | 90 - 35 | Suisse          |
| 1er septembre | Allemagne       | 79 - 71 | Pologne         |
| 2 septembre   | Autriche        | 39 - 95 | Grande-Bretagne |
| 2 septembre   | Pologne         | 68 - 70 | Italie          |
| 2 septembre   | Suisse          | 42 - 80 | Allemagne       |
| 3 septembre   | Grande-Bretagne | 83 - 61 | Pologne         |
| 3 septembre   | Suisse          | 60 - 49 | Autriche        |
| 3 septembre   | Allemagne       | 81 - 72 | Italie          |
| 4 septembre   | Grande-Bretagne | 75 - 58 | Allemagne       |
| 4 septembre   | Italie          | 53 - 44 | Suisse          |
| 4 septembre   | Pologne         | 57 - 48 | Autriche        |

#### Groupe B
| # | Équipe   | Pts | G | P | Pm  | Pe  | Diff | Dép | Moy   |
| - | -------- | --- | - | - | --- | --- | ---- | --- | ----- |
| 1 | Espagne  | 10  | 5 | 0 | 411 | 213 | +198 |     | 82-43 |
| 2 | Turquie  | 9   | 4 | 1 | 367 | 299 | +68  |     | 73-60 |
| 3 | Pays-Bas | 8   | 3 | 2 | 305 | 278 | +27  |     | 61-56 |
| 4 | France   | 7   | 2 | 3 | 288 | 385 | -97  |     | 58-77 |
| 5 | Israël   | 6   | 1 | 4 | 304 | 359 | -55  |     | 61-72 |
| 6 | Russie   | 5   | 0 | 5 | 229 | 370 | -141 |     | 46-74 |

| 31 août       | France   | 86 - 79  | Israël   |
| 31 août       | Turquie  | 63 - 52  | Russie   |
| 31 août       | Espagne  | 83 - 36  | Pays-Bas |
| 1er septembre | Israël   | 59 - 91  | Turquie  |
| 1er septembre | Russie   | 35 - 101 | Espagne  |
| 1er septembre | Pays-Bas | 73 - 42  | France   |
| 2 septembre   | Espagne  | 75 - 56  | Israël   |
| 2 septembre   | France   | 59 - 91  | Turquie  |
| 2 septembre   | Russie   | 40 - 72  | Pays-Bas |
| 3 septembre   | Espagne  | 76 - 25  | France   |
| 3 septembre   | Turquie  | 61 - 53  | Pays-Bas |
| 3 septembre   | Israël   | 58 - 36  | Russie   |
| 4 septembre   | France   | 76 - 66  | Russie   |
| 4 septembre   | Pays-Bas | 71 - 52  | Israël   |
| 4 septembre   | Turquie  | 61 - 76  | Espagne  |

### Play-offs
Les quatre premiers des poules A et B sont qualifiés pour les quarts de finale et jouent le titre de champion d'Europe de division A. Les deux derniers se disputent le maintien en division A.

#### Tableau
|  | Quarts de finale | Quarts de finale | Quarts de finale | Quarts de finale |    |                 | Demi-finales | Demi-finales | Demi-finales                  | Demi-finales                  |                               |                               | Finale      | Finale      | Finale      | Finale      |
|  |                  |                  |                  |                  |    |                 |              |              |                               |                               |                               |                               |             |             |             |             |
|  | 6 septembre      | 6 septembre      | 6 septembre      | 6 septembre      |    |                 | 7 septembre  | 7 septembre  | 7 septembre                   | 7 septembre                   |                               |                               | 8 septembre | 8 septembre | 8 septembre | 8 septembre |
|  | 6 septembre      | 6 septembre      | 6 septembre      | 6 septembre      |    |                 | 7 septembre  | 7 septembre  | 7 septembre                   | 7 septembre                   |                               |                               | 8 septembre | 8 septembre | 8 septembre | 8 septembre |
|  | A1               | Grande-Bretagne  | 93               | 93               |    |                 | 7 septembre  | 7 septembre  | 7 septembre                   | 7 septembre                   |                               |                               | 8 septembre | 8 septembre | 8 septembre | 8 septembre |
|  | A1               | Grande-Bretagne  | 93               | 93               |    |                 | 7 septembre  | 7 septembre  | 7 septembre                   | 7 septembre                   |                               |                               | 8 septembre | 8 septembre | 8 septembre | 8 septembre |
|  | B4               | France           | 51               | 51               |    |                 | 7 septembre  | 7 septembre  | 7 septembre                   | 7 septembre                   |                               |                               | 8 septembre | 8 septembre | 8 septembre | 8 septembre |
|  | B4               | France           | 51               | 51               | A1 | Grande-Bretagne | 94           | 94           |                               |                               |                               |                               | 8 septembre | 8 septembre | 8 septembre | 8 septembre |
|  | 6 septembre      |                  |                  |                  | A1 | Grande-Bretagne | 94           | 94           |                               |                               |                               |                               | 8 septembre | 8 septembre | 8 septembre | 8 septembre |
|  |                  |                  | B2               | Turquie          | 81 | 81              |              |              |                               |                               |                               |                               | 8 septembre | 8 septembre | 8 septembre | 8 septembre |
|  | B2               | Turquie          | B2               | Turquie          | 81 | 81              | 63           | 63           |                               |                               |                               |                               | 8 septembre | 8 septembre | 8 septembre | 8 septembre |
|  | B2               | Turquie          | 7 septembre      |                  |    |                 | 63           | 63           |                               |                               |                               |                               | 8 septembre | 8 septembre | 8 septembre | 8 septembre |
|  | A3               | Italie           | 58               | 58               |    |                 |              |              |                               |                               |                               |                               | 8 septembre | 8 septembre | 8 septembre | 8 septembre |
|  | A3               | Italie           | 58               | 58               | A1 | Grande-Bretagne | 77           | 77           |                               |                               |                               |                               |             |             |             |             |
|  | 6 septembre      |                  |                  |                  | A1 | Grande-Bretagne | 77           | 77           |                               |                               |                               |                               |             |             |             |             |
|  |                  |                  | B1               | Espagne          | 52 | 52              |              |              |                               |                               |                               |                               |             |             |             |             |
|  | B3               | Pays-Bas         | B1               | Espagne          | 52 | 52              | 63           | 63           |                               |                               |                               |                               |             |             |             |             |
|  | B3               | Pays-Bas         |                  |                  |    |                 |              |              |                               |                               |                               |                               |             |             |             |             |
|  | A2               | Allemagne        | 72               | 72               |    |                 |              |              |                               |                               |                               |                               |             |             |             |             |
|  | A2               | Allemagne        | 72               | 72               | A2 | Allemagne       | 60           | 60           | Match pour la troisième place | Match pour la troisième place | Match pour la troisième place | Match pour la troisième place |             |             |             |             |
|  | 6 septembre      |                  |                  |                  | A2 | Allemagne       | 60           | 60           | Match pour la troisième place | Match pour la troisième place | Match pour la troisième place | Match pour la troisième place |             |             |             |             |
|  |                  |                  | B1               | Espagne          | 70 | 70              |              |              | 8 septembre                   | 8 septembre                   | 8 septembre                   | 8 septembre                   |             |             |             |             |
|  | A4               | Pologne          | B1               | Espagne          | 70 | 70              | 62           | 62           | 8 septembre                   | 8 septembre                   | 8 septembre                   | 8 septembre                   |             |             |             |             |
|  | A4               | Pologne          |                  |                  |    |                 |              | 62           |                               |                               | B2                            | Turquie                       | 76          | 76          |             |             |
|  | B1               | Espagne          | 79               | 79               |    |                 |              |              |                               |                               | B2                            | Turquie                       | 76          | 76          |             |             |
|  | B1               | Espagne          | 79               | 79               | A2 | Allemagne       | 65           | 65           |                               |                               |                               |                               |             |             |             |             |
|  |                  |                  |                  |                  |    |                 |              |              |                               |                               |                               |                               |             |             |             |             |

Les équipes éliminées en quarts de finale sont reversées dans ce tableau qui attribue les places de 5 à 8.
|  | Tour de classement (places 5 à 8) | Tour de classement (places 5 à 8) |             |    | 5e place    | 5e place    |
|  | Tour de classement (places 5 à 8) | Tour de classement (places 5 à 8) |             |    | 5e place    | 5e place    |
|  |                                   |                                   |             |    |             |             |
|  | 7 septembre                       | 7 septembre                       |             |    | 8 septembre | 8 septembre |
|  | 7 septembre                       | 7 septembre                       |             |    | 8 septembre | 8 septembre |
|  | [B4] France                       | 51                                |             |    | 8 septembre | 8 septembre |
|  | [B4] France                       | 51                                |             |    | 8 septembre | 8 septembre |
|  | [A3] Italie                       | 63                                |             |    | 8 septembre | 8 septembre |
|  | [A3] Italie                       | 63                                | [A3] Italie | 84 |             |             |
|  | 7 septembre                       |                                   | [A3] Italie | 84 |             |             |
|  |                                   | [A4] Pologne                      | 72          |    |             |             |
|  | [B3] Pays-Bas                     | [A4] Pologne                      | 72          | 67 |             |             |
|  | [B3] Pays-Bas                     |                                   |             | 67 |             |             |
|  | [A4] Pologne                      | 73                                |             |    |             |             |
|  | [A4] Pologne                      | 73                                | 7e place    |    |             |             |
|  |                                   |                                   |             |    |             |             |
|  | 8 septembre                       |                                   |             |    |             |             |
|  |                                   |                                   |             |    |             |             |
|  | [B4] France                       | 46                                |             |    |             |             |
|  | [B4] France                       | 46                                |             |    |             |             |
|  | [B3] Pays-Bas                     | 95                                |             |    |             |             |
|  | [B3] Pays-Bas                     | 95                                |             |    |             |             |

Les deux derniers de chaque poule effectuent deux tours de classement. Les perdants sont relégués en division B.
|  | Tour de classement (places 9 à 12) | Tour de classement (places 9 à 12) |             |    | 9e place    | 9e place    |
|  | Tour de classement (places 9 à 12) | Tour de classement (places 9 à 12) |             |    | 9e place    | 9e place    |
|  |                                    |                                    |             |    |             |             |
|  | 6 septembre                        | 6 septembre                        |             |    | 7 septembre | 7 septembre |
|  | 6 septembre                        | 6 septembre                        |             |    | 7 septembre | 7 septembre |
|  | [A5] Suisse                        | 77                                 |             |    | 7 septembre | 7 septembre |
|  | [A5] Suisse                        | 77                                 |             |    | 7 septembre | 7 septembre |
|  | [B6] Russie                        | 70                                 |             |    | 7 septembre | 7 septembre |
|  | [B6] Russie                        | 70                                 | [A5] Suisse | 67 |             |             |
|  | 6 septembre                        |                                    | [A5] Suisse | 67 |             |             |
|  |                                    | [B5] Israël                        | 54          |    |             |             |
|  | [A6] Autriche                      | [B5] Israël                        | 54          | 45 |             |             |
|  | [A6] Autriche                      |                                    |             | 45 |             |             |
|  | [B5] Israël                        | 55                                 |             |    |             |             |
|  | [B5] Israël                        | 55                                 | 11e place   |    |             |             |
|  |                                    |                                    |             |    |             |             |
|  | 7 septembre                        |                                    |             |    |             |             |
|  |                                    |                                    |             |    |             |             |
|  | [B6] Russie                        | 56                                 |             |    |             |             |
|  | [B6] Russie                        | 56                                 |             |    |             |             |
|  | [A6] Autriche                      | 62                                 |             |    |             |             |
|  | [A6] Autriche                      | 62                                 |             |    |             |             |

#### Troisième place
| 8 septembre | Stats | Turquie                                           | 76-65                    | Allemagne                                      |  | Hala Widowiskowo-Sportowa AQUA ZDRÓJ Wałbrzych |
| 8 septembre | Stats | Score par quart-temps : 14-23, 23-8, 26-15, 13-19 |                          |                                                |  | Hala Widowiskowo-Sportowa AQUA ZDRÓJ Wałbrzych |
| 8 septembre | Stats | Score par mi-temps : 37-31, 39-34                 |                          |                                                |  | Hala Widowiskowo-Sportowa AQUA ZDRÓJ Wałbrzych |
| 8 septembre | Stats | Ö. Gürbulak, 22 Ö. Gürbulak, 13 Ö. Gürbulak, 13   | Points Rebonds Passes d. | A. Halouski, 26 A. Halouski, 11 D. Passiwan, 9 |  | Hala Widowiskowo-Sportowa AQUA ZDRÓJ Wałbrzych |

#### Finale
| 8 septembre | Stats | Grande-Bretagne                                   | 77-52                    | Espagne                                                                               |  | Hala Widowiskowo-Sportowa AQUA ZDRÓJ Wałbrzych |
| 8 septembre | Stats | Score par quart-temps : 16-7, 19-14, 23-16, 19-15 |                          |                                                                                       |  | Hala Widowiskowo-Sportowa AQUA ZDRÓJ Wałbrzych |
| 8 septembre | Stats | Score par mi-temps : 35-21, 42-31                 |                          |                                                                                       |  | Hala Widowiskowo-Sportowa AQUA ZDRÓJ Wałbrzych |
| 8 septembre | Stats | T. Bywater, 19 P. Pratt, 12 P. Pratt, 11          | Points Rebonds Passes d. | A. Alejos Alonso, 23 A. Zarzuela, García Pereiro, Lorenzo Diaz, 6 A. Alejos Alonso, 4 |  | Hala Widowiskowo-Sportowa AQUA ZDRÓJ Wałbrzych |

## Annexe